# Casa Marinkovic

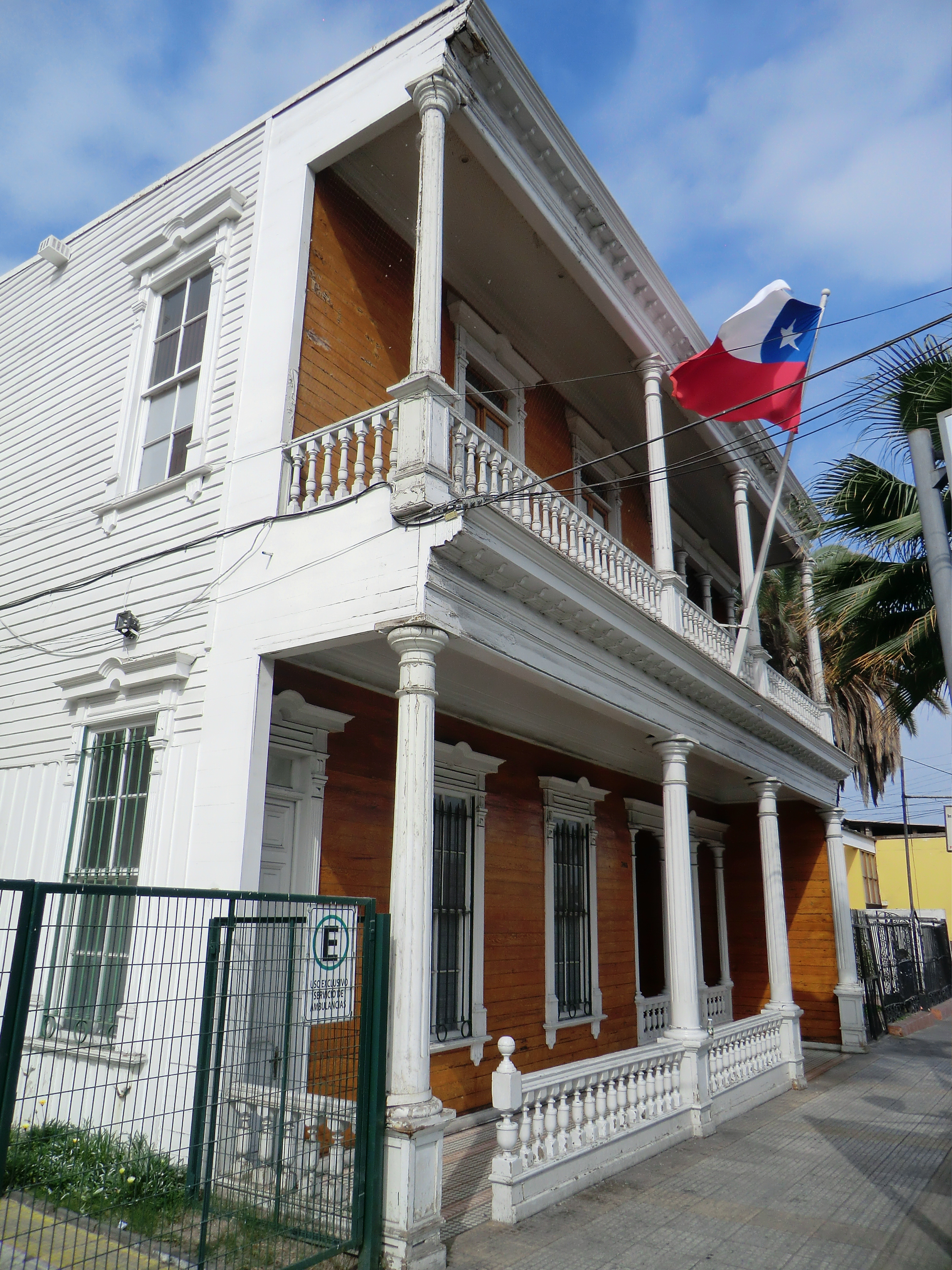
Casa Marinkovic

La casa Marinkovic es un inmueble ubicado en Iquique, I Región de Tarapacá, Chile, que fue declarado Monumento Histórico Nacional en 1994, por ser representativo del periodo del auge salitrero. 

## Historia
La casa fue construida en 1905 y su dueño original fue Eugenio Mathieu. La familia Marinkovic, originaria de Croacia, adquirió la vivienda en 1945. Los Marinkovic eran empresarios del salitre, dueños de la oficina San Enrique; cuando la actividad decayó, la familia Marinkovic vendió la casa y se mudó a Santiago. El nuevo dueño fue Sergio Maldonado Buendía, quien fue miembro de la Junta General de Aduanas además de ser el director del periódico El Tarapacá y de la Cámara General de Comercio.
En 1993, la adquirió la Mutual de Seguridad de la Cámara Chilena de la Construcción, que la ocupa como una de sus sedes en Iquique.
En 1992 fue propuesta como Monumento Histórico Nacional por el gobernador provincial Hugo Calderón; en 1994, fue declarada como tal a través del D. E. 505, en conjunto con otros inmuebles representativos del periodo salitrero.

## Características
La casa se ubica en Orella #751-759, en el casco histórico de Iquique. Está construida de pino oregón, material usado tradicionalmente en la arquitectura iquiqueña, que se importaba desde California. En el primer se ubican la sala de estar, el comedor, la cocina y el patio; el segundo piso alberga los dormitorios y los baños.